# Tarjei Vesaas

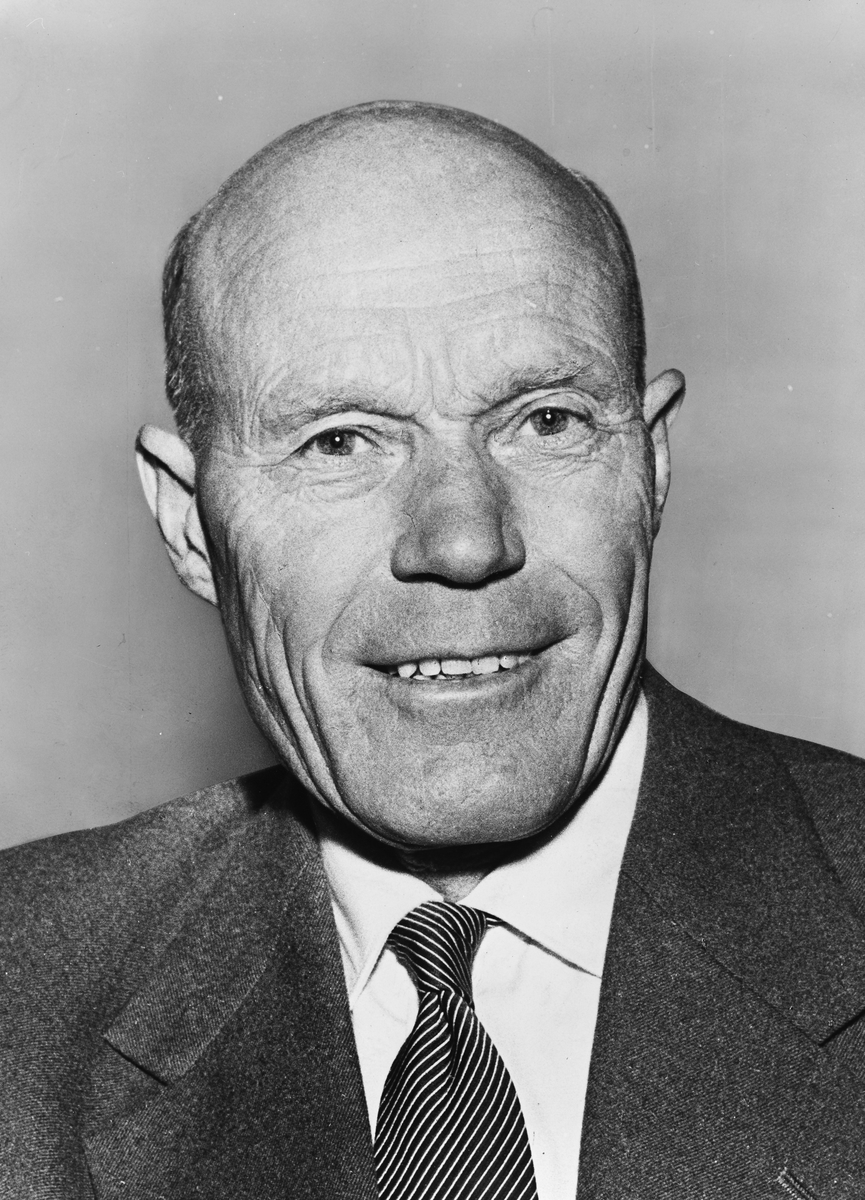
Tarjei Vesaas, 1967. Foto: Leif Ørnelund

Tarjei Vesaas (Vinje, 20 augustus 1897 - Oslo, 15 maart 1970) was een Noorse dichter en romanschrijver. Vesaas schreef in het nynorsk, een van Noorwegens officiële talen.
Vesaas was de oudste zoon van een boer en een lerares. Hij had twee jongere broers. Vesaas voelde zich schuldig dat hij de boerderij van zijn vader niet wilde overnemen. Het thema "schuld" speelt een grote rol in zijn werk. Zijn jeugd bracht hij grotendeels in eenzaamheid door, geborgenheid en troost zoekend in de natuur. Hij trouwde met de dichteres Halldis Moren en kreeg met haar twee kinderen.
Vesaas' werk wordt gekenmerkt door simpel en symbolisch proza. Zijn hoofdpersonen zijn meestal eenvoudige mensen van het platteland die een persoonlijke crisis doormaken. Thema's in zijn werk zijn de dood, schuld en angst. Het decor is de overweldigende Noorse natuur.
Vesaas is het meest bekend geworden door zijn romans Fuglane (1957) en Is-slottet (1963). Fuglane is het verhaal van Mattis, die zijn weg niet kan vinden in de volwassen wereld en bescherming zoekt in de natuur. Is-slottet is een roman over de diepe vriendschap tussen de meisjes Siss en Unn. Als Unn sterft door gevangen te raken in een bevroren waterval, voelt Siss zich erg eenzaam en besluit ze zich, net als Unn deed voor ze stierf, te isoleren van de andere kinderen op school.
Vesaas won diverse belangrijke literaire prijzen, onder andere in 1963 de Nordic Council's Literature Prize for Is-slottet. Hij werd maar liefst 57 keer genomineerd voor de Nobelprijs voor de Literatuur.

## In Nederlandse vertaling
In 1937 verscheen Vesaas' debuut Dei svarte hestane (1928) bij uitgeverij Leopold in een Nederlandse vertaling door Claudine Bienfait (De zwarte paarden). Een jaar later de roman Det store spelet (1934), onder de titel Het groote spel (1938), eveneens in de vertaling van Claudine Bienfait.
Is-slottet verscheen in 1979 in Nederlandse vertaling bij uitgeverij Agathon te Bussum (onder de titel Het ijskasteel). In 1981 volgde bij dezelfde uitgeverij de vertaling van Fuglane (De vogels). Van Is-slottet werd in 1987 door Per Blom een verfilming gemaakt.
In 2018 verscheen bij Lebowski een nieuwe vertaling van De vogels, gevolgd in 2019 door een eveneens nieuwe vertaling van Het ijskasteel onder de titel Het ijspaleis. In 2020 verscheen bij Lebowski onder de titel De boot in de avond de eerste Nederlandse vertaling van Båten om kvelden. In 2022 publiceerde uitgeverij Oevers de eerste Nederlandse vertaling van Kimen, onder de titel De kiem. Alle nieuwe vertalingen zijn van de hand van Marin Mars.
- Bibsys: 90074453
- Biblioteca Nacional de España: XX1479769
- Bibliothèque nationale de France: cb11928089s (data)
- CiNii: DA09684095
- Digitale Bibliotheek voor de Nederlandse Letteren: vesa001
- Gemeinsame Normdatei: 118626698
- International Standard Name Identifier: 0000 0001 2320 1786
- KulturNav: d83f0dfd-d282-4ff4-a12d-91bcc45caba7
- Library of Congress Control Number: n80028918
- Nationale Bibliotheek van Letland: 000187141
- MusicBrainz: d018bf7e-53d2-47f2-b140-8bb8773576ca
- Bibliotheek van het Japanse parlement: 00746665
- Nationale Bibliotheek van Tsjechië: xx0002442
- Nationale Bibliotheek van Israël: 987007280683605171
- Nederlandse Thesaurus van Auteursnamen: 068656882
- LIBRIS: 207850
- Système universitaire de documentation: 027182622
- Trove: 1002821
- Virtual International Authority File: 32004086
- WorldCat: E39PBJhhtMMPkmVwpFyf9Yp9Dq